# 哈桑·盖米吉
哈桑·盖米吉（土耳其語：Hasan Gemici，1927年6月15日—2001年6月25日），土耳其男子摔跤运动员。他曾代表土耳其参加1952年夏季奥林匹克运动会摔跤比赛，获得男子自由式蝇量级金牌。